# Народно-демократическая партия Бутана
«Народно-демократическая партия» (НДП; дзонг-кэ མི་སེར་དམངས་གཙོའི་ཚོགས་པ་, вайли mi-ser dmangs-gtsoi tshogs-pa, лат. People's Democratic Party) — зарегистрированная политическая партия Бутана, основанная бывшим премьер-министром и министром сельского хозяйства Королевского правительства Бутана Сангаем Нгедупом 24 марта 2007 года. Так как в манифесте партии больше внимания уделяется правам человека, она считается более левой, чем консервативная «Партия мира и процветания», хотя непрекословно признаёт монархические устои государства и концепцию «Валового национального счастья».
Партия официально подала заявку на регистрацию 6 августа 2007 года, и стала первой партией, сделавшей это. 1 сентября 2007 года партия была зарегистрирована избирательной комиссией. 24 марта 2008 года партия принимала участие в первых демократических парламентских выборах в Бутане. Партия выставила кандидатов во всех 47 избирательных округах. По итогам выборов партия заняла 2 из 47 мест в Национальной ассамблее, но её лидер, Сангай Нгедуп, не смог победить в своём округе. Партию после этого возглавил Церинг Тобгай.
На парламентских выборах летом 2013 года «Народно-демократическая партия Бутана» одержала победу, выиграв 32 из 47 мест. Король Бутана Джигме Кхесар Намгьял Вангчук 27 июля назначил лидера партии Церинга Тобгая премьер-министром страны, 30 июля правительство было утверждено.
Партия заняла 3-е место в первом туре выборов 2018 года, потеряв все свои места.

## Электоральные результаты

### Выборы в Национальную ассамблею
| Выборы | Мест получено | Первый тур | Первый тур | Второй тур | Второй тур | Изменения                            | Лидер кампании |
| Выборы | Мест получено | Голосов    | Доля       | Голосов    | Доля       | Изменения                            | Лидер кампании |
| ------ | ------------- | ---------- | ---------- | ---------- | ---------- | ------------------------------------ | -------------- |
| 2008   | 2 из 47       | 83 322     | 32,96 %    | Отменён    | Отменён    | ▲2 места; Оппозиция                  | Сангай Нгедуп  |
| 2013   | 32 из 47      | 68 650     | 32,53 %    | 138 760    | 54,88 %    | ▲30 мест; Правительство              | Церинг Тобгай  |
| 2018   | 0 из 47       | 79 883     | 27,44 %    |            |            | ▼32 места; Непарламентская оппозиция | Церинг Тобгай  |
| 2023   | TBA           | TBA        | TBA        | TBA        | TBA        | TBA                                  | TBA            |